# Азовский, Иван Геннадьевич
Ива́н Генна́дьевич Азо́вский (род. 1 октября 1964, Гурьев) — советский футболист, тренер.

## Биография
Игровую карьеру начал в гурьевском «Прикаспийце» на позиции защитника. В последующем играл в таких командах, как «Кайрат», «Шахтёр» Караганда и СКИФ. Пик карьеры пришелся на команду «Целинник», в её составе становился неоднократным призёрам Второй лиги СССР.
Сыновья Егор и Максим — также профессиональные футболисты.

## Достижения
- Серебряный призёр Второй лиги СССР: 1985
- Бронзовый призёр Второй лиги СССР: 1986, 1989